# فرناندو سن امتریو
فرناندو سن امتریو (اسپانیایی: Fernando San Emeterio‎؛ زادهٔ ۱ ژانویهٔ ۱۹۸۴) بازیکن بسکتبال اهل اسپانیا است.
از باشگاه‌هایی که در آن بازی کرده‌است می‌توان به باشگاه بسکتبال والنسیا اشاره کرد.
وی در مسابقات کشوری و بین‌المللی در مجموع برندهٔ ۲ مدال طلا، ۱ مدال نقره، ۲ مدال برنز شده‌است.